# Dictamnus
Dictamnus L., 1753 è un genere di piante della famiglia delle Rutacee.

## Tassonomia
Il genere comprende 3 specie:
- Dictamnus albus L.
- Dictamnus dasycarpus Turcz.
- Dictamnus hispanicus Webb ex Willk.